# Paulette Cooper
Compléments
Site officiel
Paulette Cooper, née en 1942 dans le camp de concentration d'Auschwitz en Pologne[réf. nécessaire], est une écrivaine américaine connue pour avoir été la première personne à dénoncer dans un livre les pratiques de la scientologie ainsi que d'avoir souffert des répercussions que sa lutte contre cet organisme a occasionné.

## Enfance et formation universitaire
Née en 1942 dans le camp de concentration d'Auschwitz, de parents belges qui furent exécutés peu de temps après sa naissance dans ce même camp, elle a vécu dans plusieurs orphelinats belges avant de s'installer aux États-Unis d'Amérique. Là, elle est adoptée alors qu'elle a six ans par la famille Cooper. Elle obtient la nationalité américaine à l'âge de huit ans. 
Après des études en religion comparée et en psychologie, elle étudie les mouvements sectaires à partir de 1968.

## Confrontation avec la scientologie
En 1970, elle publie un livre important appelé Le Scandale de la scientologie. D'abord poursuivie au Royaume-Uni par le mouvement, elle continue à exposer les tactiques sectaires de l'organisation avant de faire l'objet d'une nouvelle poursuite à Los Angeles.
Pendant les années 1970, Cooper est la cible de l'opération Freakout,, une opération planifiée par les dirigeants de l'église de scientologie qui visaient à la faire incarcérer dans une institution psychiatrique ou dans une prison pour qu'elle renonce à ses enquêtes jugées gênantes. Des menaces auraient aussi été envoyées à Henry Kissinger, mais le FBI fut saisi du dossier et put intervenir juste à temps. C'est au cours d'une perquisition du FBI dans les bureaux de l'organisation scientologue que les détails de l'opération Freakout furent découverts.
Après avoir obtenu un règlement à l'amiable des différends en dehors des tribunaux avec la secte, elle a cessé d'écrire sur la scientologie en 1985, mais elle a toutefois continué à dénoncer d'autres cultes dangereux. Parmi les livres qu'elle a écrit, il y a Growing Up Puerto Rican, The Medical Detectives, 277 Secrets Your Dog Wants You to Know, 277 Secrets Your Cat Wants You to Know, The Most Romantic Resorts for Destination Weddings, Honeymoons & Renewals
En 1982, elle a reçu le plus grand honneur de la société des écrivains et des journalistes américains.
Elle a épousé le producteur de télévision Paul Noble. Ils vivent à Palm Beach et Fire Island et ils ont écrit quatre livres ensemble.